# Tloskovský potok
Tloskovský potok je potok v okrese Benešov ve Středočeském kraji. Je to levostranný a celkově největší přítok Janovického potoka. Délka jeho toku činí 14,5 km.
Plocha povodí měří 47,5 km².

## Průběh toku
Potok pramení jihovýchodně od obce Stranný, která se nachází zhruba 3 km západně od Neveklova, v nadmořské výšce 425 m. Zprvu teče převážně severním směrem ke vsi Soběšovice, u které se obrací na východ. Níže po proudu, nedaleko Chrášťan, jej zprava posiluje jeho největší přítok Černíkovický potok. Od Chrášťan teče potok na severovýchod ke vsi Krusičany. Zde se vlévá zleva do Janovického potoka na jeho 3,7 říčním kilometru v nadmořské výšce 280 m.

### Větší přítoky

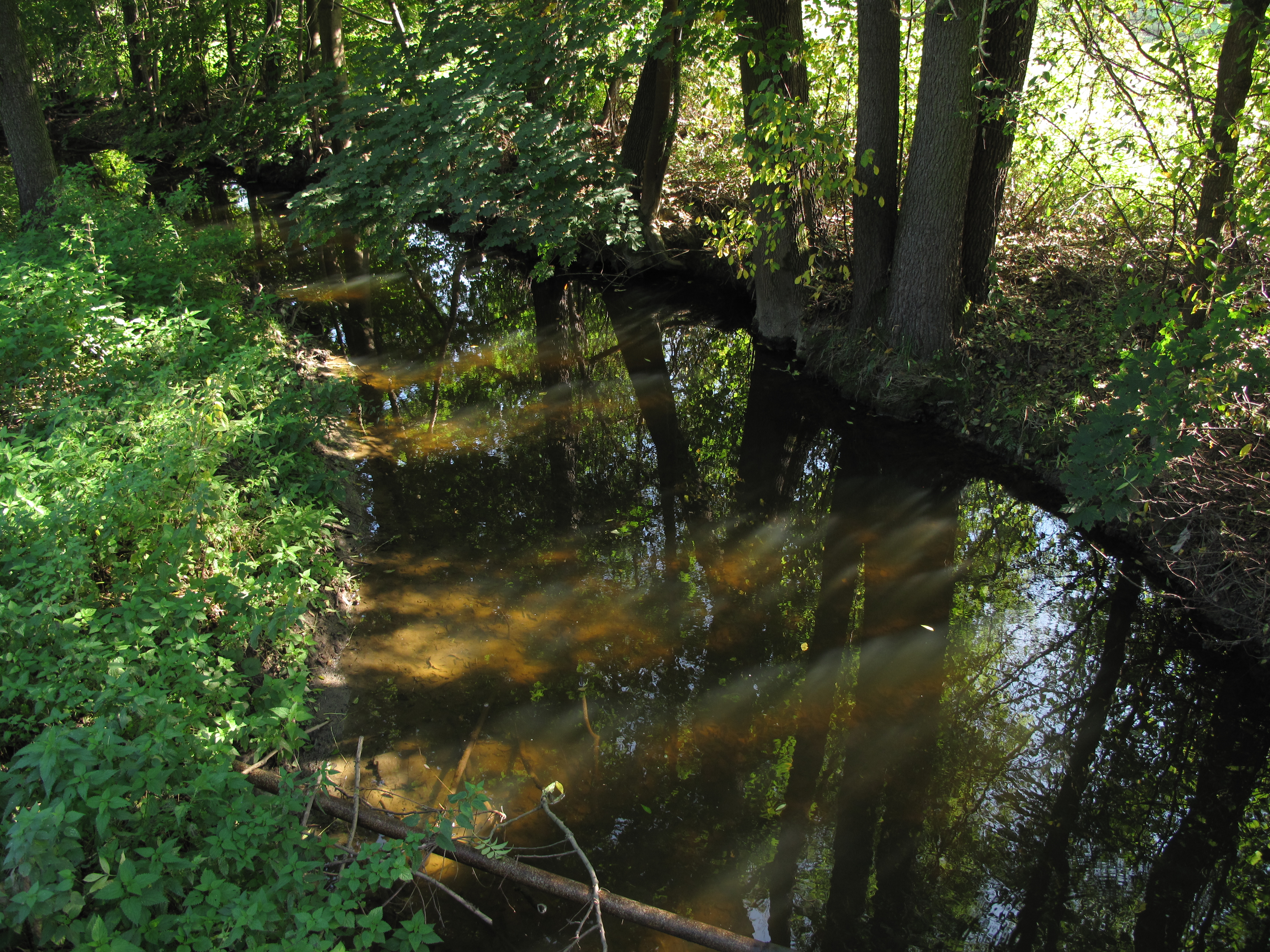
Tloskovský potok u Soběšovic

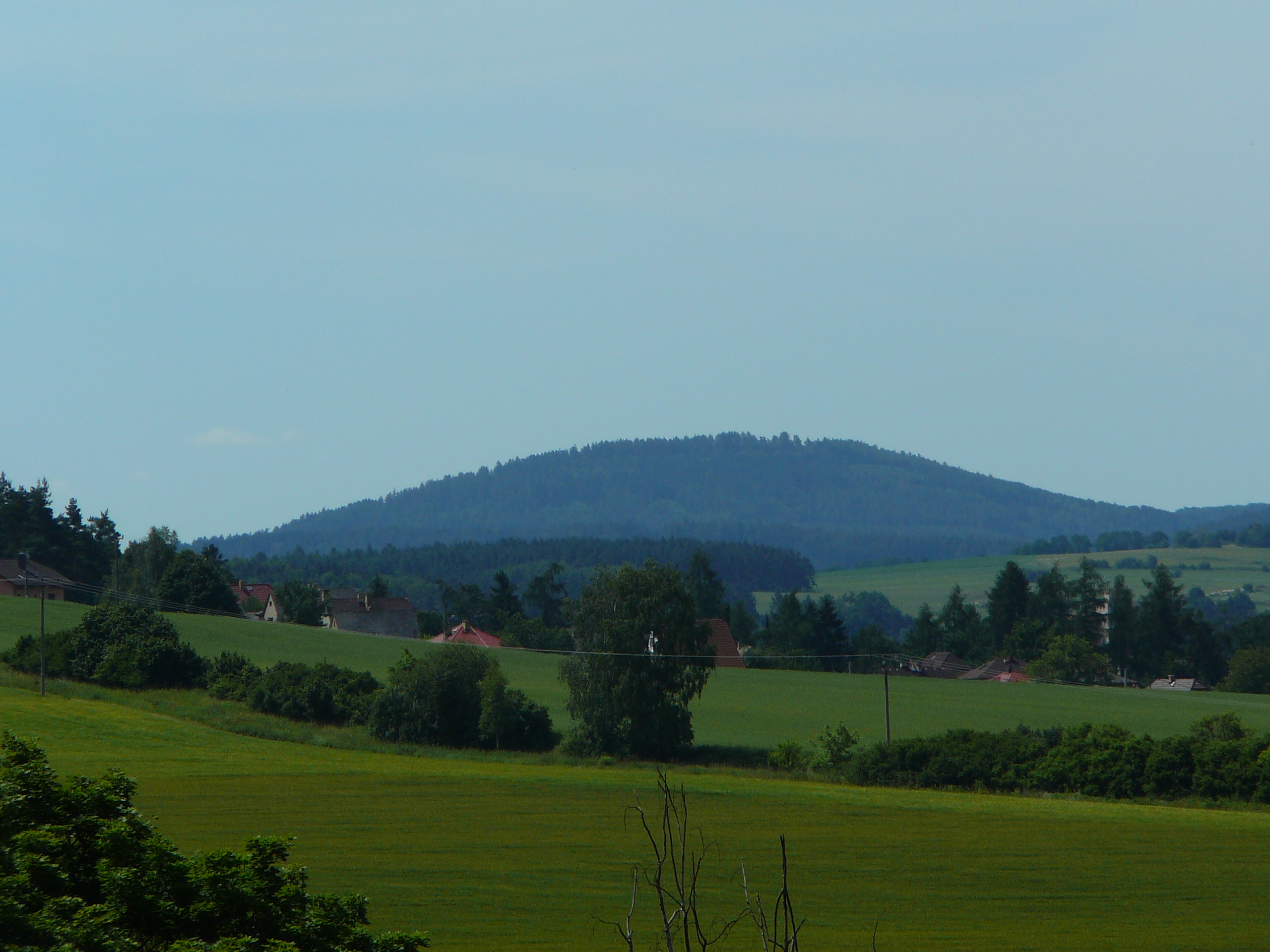
Neštětická hora

- Černíkovický potok (hčp 1-09-03-172) je pravostranný a celkově největší přítok Tloskovského potoka, který přitéká na 3,5 říčním kilometru u obce Chrášťany.[3]Délka jeho toku činí 4,7 km.[3] Plocha povodí měří 9,3 km².[2] Potok pramení jižně od osady Chvojínek v nadmořské výšce okolo 420 m. Na horním toku nejprve směřuje krátce na severozápad. V tomto úseku napájí dva místní rybníky. Postupně se tok potoka obrací na severovýchod k osadě Černíkovice, kde přibírá zprava přítok Roháč. Pod Černíkovicemi teče potok převážně na sever. Západně od Chrášťan se stáčí na východ a po několika stech metrech se vlévá do Tloskovského potoka v nadmořské výšce okolo 300 m. V povodí Černíkovského potoka se nachází Neštětická hora. 
  - Roháč je pravostranný přítok Černíkovického potoka na 2,3 říčním kilometru.[3] Délka toku činí 2,9 km.[3] Potok pramení západně od Neštětic v nadmořské výšce okolo 395 m. Horní část toku směřuje na východ až severovýchod, protéká Neštěticemi. Odtud dále proudí na sever až severozápad k Černíkovicím, kde se vlévá do Černíkovického potoka v nadmořské výšce okolo 345 m. Potok odvodňuje východní úbočí Neštětické hory.

## Vodní režim
Průměrný průtok Tloskovského potoka u ústí činí 0,13 m³/s.
M-denní průtoky u ústí:
| M [dní]  | Q30  | Q60  | Q90  | Q120 | Q150 | Q180 | Q210 | Q240 | Q270 | Q300 | Q330 | Q355 | Q364 |
| -------- | ---- | ---- | ---- | ---- | ---- | ---- | ---- | ---- | ---- | ---- | ---- | ---- | ---- |
| Q [m³/s] | 0,29 | 0,21 | 0,16 | 0,13 | 0,11 | 0,09 | 0,08 | 0,07 | 0,05 | 0,04 | 0,03 | 0,02 | 0,01 |